# Liste der Monuments historiques in Plounéventer
Die Liste der Monuments historiques in Plounéventer führt die Monuments historiques in der französischen Gemeinde Plounéventer auf.

## Liste der Bauwerke
| Bezeichnung               | Beschreibung | Standort | Kennzeichnung | Schutzstatus | Datum | Bild           |
| ------------------------- | ------------ | -------- | ------------- | ------------ | ----- | -------------- |
| Manoir de Mézarnou        | Herrenhaus   | (Lage)   | PA00090260    | Classé       | 2002  | weitere Bilder |
| Motte castrale de Morizur |              | (Lage)   | PA29000009    | Inscrit      | 1996  |                |

## Liste der Objekte
- Monuments historiques (Objekte) in Plounéventer in der Base Palissy des französischen Kultusministeriums